# Società Ginnastica Pro Patria et Libertate
La Società Ginnastica Pro Patria et Libertate è stata una società polisportiva italiana fondata nel 1881 a Busto Arsizio (VA). Oggi non esiste più un'unica squadra, ma continuano ad operare diverse società per le varie discipline sportive.

## Storia
Dopo il 1860, nell'Italia unificata del dopoguerra, iniziarono a sorgere, soprattutto al nord, diverse società sportive. Nel 1881 a Busto Arsizio fu fondata la Società Ginnastica Pro Patria et Libertate che ufficializzò la pratica dello sport in città. Non si conoscono i nomi dei fondatori della società, ma in un documento del 1885 si leggono i nomi del presidente, Ernesto Castiglioni, e del segretario, Antonio Marcerà, che erano in carica nel 1881.
Il nome latino scelto per la società (letteralmente "per la patria e la libertà") manifestava un legame con le strutture militari: era tipico delle società fondate in quegli anni, come, per esempio, la Forza e Coraggio Milano o la Sempre Liberi di Cassano Magnago.
Fondata come società di ginnastica e scherma, gli atleti della Pro Patria praticavano anche il tiro a segno, l'atletica leggera e, ufficiosamente, il calcio.
Il 1º maggio 1889 la società si affiliò alla Federazione Ginnastica d'Italia.
Dopo la nascita della Pro Patria, altre associazioni sportive vennero fondate a Busto Arsizio, come la Società Ginnastica Bustese Sportiva nel 1896.
Una delle figure più importanti della Pro Patria fu Carlo Speroni: fu prima atleta di livello internazionale fino al 1930, e successivamente preparatore atletico dell'Aurora Pro Patria 1919.
Nel 1919, in seguito alle conseguenze della guerra che ridussero il numero degli atleti, morti o feriti in guerra, la Società si sciolse e confluì nel nuovo sodalizio della Pro Patria et Libertate - Unione degli Sport Bustesi, unione delle due società di ginnastica esistenti a Busto Arsizio (l'altra era la Società Ginnastica Bustese Sportiva) e della squadra calcistica Aurora, mantenendo nome e colori della società più prestigiosa.

## Lo stemma
Lo stemma originario della Società raffigurava un'aquila ad ali spiegate, sotto la quale si trovavano degli attrezzi ginnici (anelli e cavallina) e due spade incrociate sovrapposte ad un bersaglio per il tiro a segno, il tutto sormontato dalla scritta "Società Ginnastica", successivamente sostituita da "Società di Ginnastica e Scherma".

## Gli sport

### Atletica leggera
Sin dai primi anni dalla fondazione della società, presso la Pro Patria si praticava l'atletica leggera. Fu però negli anni 1920 che gli atleti della Pro Patria si fecero notare a livello nazionale e internazionale. Tra gli atleti più medagliati vanno ricordati Maria Piantanida, nove volte campionessa italiana in sette diverse specialità dell'atletica nel 1923 e 1924, Lina Banzi, quattro volte campionessa italiana tra il 1923 e il 1926, e Carlo Speroni, mezzofondista e maratoneta tredici volte campione italiano e olimpionico a Stoccolma 1912, Anversa 1920 e Parigi 1924.

### Calcio
Come già anticipato, il calcio all'interno della Società Ginnastica Pro Patria et Libertate era praticato ufficiosamente: le prime partite si giocavano per lo più tra gli studenti di ginnasio con palloni di cuoio grezzo. Il gioco del calcio non era ben visto nei primi tempi dalla sua introduzione in Italia e la Federazione Ginnastica Nazionale, volendo mantenere un certo livello di "purezza" nelle società ad essa affiliate, aveva rallentato l'introduzione nella Pro Patria, come anche in altre società, del calcio e di altre discipline sportive innovative, tra le quali anche il ciclismo. Per questo motivo la prima organizzazione di una squadra vera e propria venne ufficializzata solo nel 1919, quando la Società confluì, insieme all'Aurora (fondata all'inizio del Novecento), nell'Aurora Pro Patria 1919.

### Ginnastica
Come fa intuire il nome della società, la ginnastica fu tra le prime discipline incluse all'interno della Società Ginnastica Pro Patria et Libertate. 
A causa delle guerre mondiali, la società dovette cessare le sue attività e al termine della seconda guerra mondiale i suoi atleti confluirono nella Pro Patria Bustese Sportiva fondata, tra gli altri, da Giovanni Graziani, Luigi Grampa e Gino Candiani. Oggi la Pro Patria Bustese Sportiva ha sede a Busto Arsizio, presso il PalAriosto.
Nel corso degli anni 1980 e 1990 le squadre agonistiche della sezione maschile e femminile erano tra le prime classificate ai campionati di serie A.